# ماري إليزابيث باير
ماري إليزابيث باير هي كاتِبة وشاعرة كندية، ولدت في 10 فبراير 1925 في ألبرتا في كندا، وتوفيت في 7 سبتمبر 2005.